# Maccabi Herzliya
Maccabi Herzliya izraelski je nogometni klub iz grada Herzliye. Igraju na stadionu Herzliya kapaciteta 6.500 ljudi. 